# Pedro de Lugo
Pedro de Lugo (ur. ?, zm. 1536) – hiszpański gubernator Teneryfy i Santa Marta.
Pedro de Lugo gubernatorstwo w Santa Marta otrzymał w 1535 roku. Jego zadaniem było zaprowadzenie porządku na wybrzeżu po śmierci Rodriga de Bastidasa. Po przybyciu do Santa Marta, na wyprawę do El Dorado wysłał swojego syna Alonsa de Lugo. Ten po zdobyciu złota uciekł na Santo Domingo, a następnie do Hiszpanii. W 1536 roku Pedro de Lugo wysłał do miasta Cartagena nad Morzem Karaibskim swojego wysłannika Vadillę, by ten podporządkował mu Pedra de Heredię. Vadilla zdymisjonował Heredię i sam wyruszył na poszukiwanie El Dorado. W tym samym roku Lugo wysłał kolejną wyprawę pod dowództwem Jimeneza Gonzala Quesady. Wyprawa miała zadanie zbadanie średniego biegu rzeki Magdaleny i odnalezienie El Dorado. Wyprawa wyruszyła z 600 żołnierzami. Kolejnych 300 miało zostać wysłanych później drogą morską. Lugo zbudował pięć brygantyn, które z powodu sztormu zatonęły, a dwie uszkodzone powróciły do Santa Marta. Lugo rozkazał zbudować kolejne dwie i wysłać posiłki dla Quesady. Już po jego śmierci brygantyny 1537 roku dotarły do Cundinamarca. Quesada podbił państwo Czibczów, gdzie zdobył złoto i szmaragdy, a nowy kraj nazwał Nową Grenadą.
W 1539 roku na nowe tereny dotarli Nikolaus Federman i Sebastián de Belalcázar. Obaj rościli sobie prawa do ziemi i nie chcieli uznać władzy drugiego. Spór rozstrzygnął cesarz Karol V, mianując na gubernatora Nowej Grenady syna Pedra de Lugo – Alonsa.